# Бардабашка-II
Бардабашка-II — деревня в Бардымском районе Пермского края на реке Бардабашка. Входит в состав Бичуринского сельского поселения.
По результатам переписи 2010 года численность населения составила 45 человек, в том числе 25 мужчин и 20 женщин.
В 2005 году численность населения составляла 48 человек.
Находится примерно в 23 км к юго-западу от центра села Барда.